# Potyond
Potyond község Győr-Moson-Sopron vármegyében, a Csornai járásban. A megye legkisebb közigazgatási területű települései közé tartozik.

## Fekvése
Magyarország északnyugati részén, Csornától 11 kilométerre délnyugatra helyezkedik el, a Rábaköz középső részén.
A 85-ös és 86-os főúttól egyaránt 11 kilométerre található; főutcája a Bogyoszló-Beled közt húzódó 8606-os út, de déli határszélét a 8602-es út is érinti.

## Közélete

### Polgármesterei
- 1990–1994: Molnár Vilmos (független)[3]
- 1994–1998: Ifj. Molnár Vilmos (független)[4]
- 1998–2002: Molnár Vilmos (független)[5]
- 2002–2006: Molnár Vilmos (független)[6]
- 2006–2010: Molnár Vilmos (független)[7]
- 2010–2014: Molnár Vilmos Sándor (független)[8]
- 2014–2019: Molnár Vilmos Sándor (független)[9]
- 2019–2024: Molnár Vilmos Sándor (független)[10]
- 2024– : Molnár Vilmos Sándor (független)[1]

## Népesség
A település népességének változása:
| Lakosok száma | 97   | 95   | 96   | 98   | 92   | 90   | 88   |
|               | 2013 | 2014 | 2015 | 2021 | 2022 | 2023 | 2024 |

A 2011-es népszámlálás során a lakosok 90,5%-a magyarnak, 6,3% németnek, 2,1% románnak mondta magát (9,5% nem nyilatkozott; a kettős identitások miatt a végösszeg nagyobb lehet 100%-nál). A vallási megoszlás a következő volt: római katolikus 33,7%, református 1,1%, evangélikus 29,5%, felekezeten kívüli 14,7% (21,1% nem nyilatkozott).
2022-ben a lakosság 85,9%-a vallotta magát magyarnak, 5,4% németnek, 2,2% románnak, 1,1% egyéb, nem hazai nemzetiségűnek (13% nem nyilatkozott; a kettős identitások miatt a végösszeg nagyobb lehet 100%-nál). Vallásuk szerint 32,6% volt római katolikus, 19,6% evangélikus, 4,3% református, 4,3% egyéb katolikus, 3,3% felekezeten kívüli (34,8% nem válaszolt).